# Мирадор (Мараньян)

Мирадор на карте штата.

Мирадор (порт. Mirador) — муниципалитет в Бразилии, входит в штат Мараньян. Составная часть мезорегиона Восток штата Мараньян. Входит в экономико-статистический микрорегион Шападас-ду-Алту-Итапекуру. Население составляет 20 452 человека на 2010 год. Занимает площадь 8521,084 км². Плотность населения — 2,40 чел./км².

## Демография
Согласно сведениям, собранным в ходе переписи 2010 г. Национальным институтом географии и статистики (IBGE), население муниципалитета составляет:
| Полное население                               | Полное население                               | Полное население                               | Полное население                               | 20 452 |
| ---------------------------------------------- | ---------------------------------------------- | ---------------------------------------------- | ---------------------------------------------- | ------ |
| в том числе:                                   | Городское население                            | 9373                                           | Процент городского населения, %                | 45,83  |
|                                                | Сельское население                             | 11 079                                         | Процент сельского населения, %                 | 54,17  |
|                                                | Мужское население                              | 10 456                                         | Процент мужского населения, %                  | 51,12  |
|                                                | Женское население                              | 9996                                           | Процент женского населения, %                  | 48,88  |
| Плотность населения, чел/км²                   | Плотность населения, чел/км²                   | Плотность населения, чел/км²                   | Плотность населения, чел/км²                   | 2,40   |
| Население муниципалитета в % к населению штата | Население муниципалитета в % к населению штата | Население муниципалитета в % к населению штата | Население муниципалитета в % к населению штата | 0,31   |

По данным оценки 2016 года, население муниципалитета составляет 20 596 жителей.

## История
Город основан 29 марта 1938 года.

## Экономика
- Валовой внутренний продукт на 2003 год составляет 30 854 728,00 реалов (данные: Бразильский институт географии и статистики).
- Валовой внутренний продукт на душу населения на 2003 год составляет 1468,29 реалов (данные: Бразильский институт географии и статистики).
- Индекс развития человеческого потенциала на 2000 год составляет 0,564 (данные: Программа развития ООН).